# 8184 Luderic
8184 Luderic este un asteroid din centura principală de asteroizi.

## Descriere
8184 Luderic este un asteroid din centura principală de asteroizi. A fost descoperit pe 16 noiembrie 1992 la Kushiro de Seiji Ueda și Hiroshi Kaneda. Asteroidul prezintă o orbită caracterizată de o semiaxă mare de 3,02 ua, o excentricitate de 0,05 și o înclinație de 10,8° în raport cu ecliptica.